# 吉仙县
吉仙县是越南林同省历史上的一个旧县。面积426.71平方千米，2024年总人口44783人。

## 地理
吉仙县北接得农省得热勒县，西北和西接平福省布当县，南接同奈省新富县，东接达得县和保林县。

## 历史
2018年4月12日，福吉一社改制为福吉市镇。
2019年12月17日，美林社并入南宁社，思义社并入广义社。
2024年10月24日，越南国会常务委员会通过决议，自2024年12月1日起，吉仙县和达得县并入达怀县。

## 行政区划
吉仙县下辖2市镇7社，县莅吉仙市镇。
- 吉仙市镇（Thị trấn Cát Tiên）
- 福吉市镇（Thị trấn Phước Cát）
- 同狔上社（Xã Đồng Nai Thượng）
- 德普社（Xã Đức Phổ）
- 家园社（Xã Gia Viễn）
- 南宁社（Xã Nam Ninh）
- 福吉二社（Xã Phước Cát 2）
- 广义社（Xã Quảng Ngãi）
- 仙皇社（Xã Tiên Hoàng）